# Graeme Park
Graeme Park (Aberdeen, 4 agosto 1963) è un disc jockey inglese.
È riconosciuto come uno dei protagonisti del club di Manchester The Haçienda, nonché in generale è indicato come uno dei fondatori dell'intera scena rave/club britannica.

## Biografia
Park iniziò a lavorare in un negozio di dischi di Nottingham, Select-a-Disc Records, da dove partirono le sue prime esperienze nel mondo del DJing, passando poi , dal 1984, a locali quali il Garage Club (in seguito The Kool Kat) a Nottingham, The Leadmill a Sheffield e altri club del Midlands e Inghilterra settentrionale, specializzandosi in acid house. La sua fama gli permise nel 1987 di unirsi a Mike Pickering (di  M-People) per suonare al The Haçienda; entrambi divennero presenza fissa e vi performarono fino alla chiusura del locale nel giugno 1997. In quel decennio Park e Pickering ottennero grazie alle loro serate (soprattutto la visionaria Nude, che organizzavano ogni venerdì), un successo tale da rendere The Haçienda un crocevia importante per la scena del clubbing.

## 24 Hour Party People
Park è stato consultato per il film 24 Hour Party People di Michael Winterbottom, comparendovi anche mentre fa il DJ con Steve Coogan, che interpreta il boss della Factory Records Tony Wilson.

## DJ Magazine Awards
DJ Magazine nominò Park il secondo miglior DJ del mondo nella prima edizione della sua Top 100 annuale, nel 1991 (sotto Danny Rampling).

## Discografia

### Album
- 2000: Vol 3 House
- 2016: Haçienda Classiçal

### Singoli ed EP
- 1989: Karl Denver Meets Pickering* And Park* - Wimoweh

### Antologie
- 1992: Danny Rampling & Graeme Park - Mixmag Live! Vol. 4
- 1992: DJ Magazine Union City Recordings Megamix
- 1993: Graeme Park And Ellis Dee - Fantazia - Twice As Nice
- 1993: DJ Magazine Liam Howlett / DJ Pogo / Graeme Park - The Heavyweight Selection
- 1994: No Repetitive Beats (Clause 58 Government Criminal Justice Bill)
- 1994: Liquid Grooves Vol. 1 (CD, Mixed)
- 1994: Fantazia Presents The House Collection Vol 1. Graeme Park, LuvDup, Mike C
- 1995: Up Yer Ronson Soundtrack. Graeme Park, Jeremy Healy.
- 1995: Graeme Park, Pete Tong, Paul Oakenfold, Justin Robertson - Cream Live
- 1995: DJs At Work Volume 2
- 1995: Summer 1995 Live
- 1996: Graeme Park, Angel*, Chris & James - National Anthems
- 1996: Eau De House Volume 1
- 1996: Graham Gold / Graeme Park - Kissmix 96
- 1997: The History Of Mixmag Live 4
- 1998: Graeme Park / Jim "Shaft" Ryan - Too Glamorous
- 2002: We Love The Haçienda
- 2002: Bargrooves - On The House
- 2018: Noel Gallagher's High Flying Birds - It's A Beautiful World (Mike Pickering & Graeme Park Hacienda Mix)[5]